# Mravenečník mexický
Mravenečník mexický (Tamandua mexicana) je druh mravenečníka z čeledi mravenečníkovití (Myrmecophagidae) a rodu Tamandua. Druh, jenž se dále dělí do čtyř poddruhů, popsal Henri Saussure roku 1860.

## Výskyt
Mravenečník mexický se vyskytuje v deštných pralesích Jižní a Střední Ameriky, od Mexika po Peru a Venezuelu. Podle IUCN jde o málo dotčený druh.

## Popis a chování

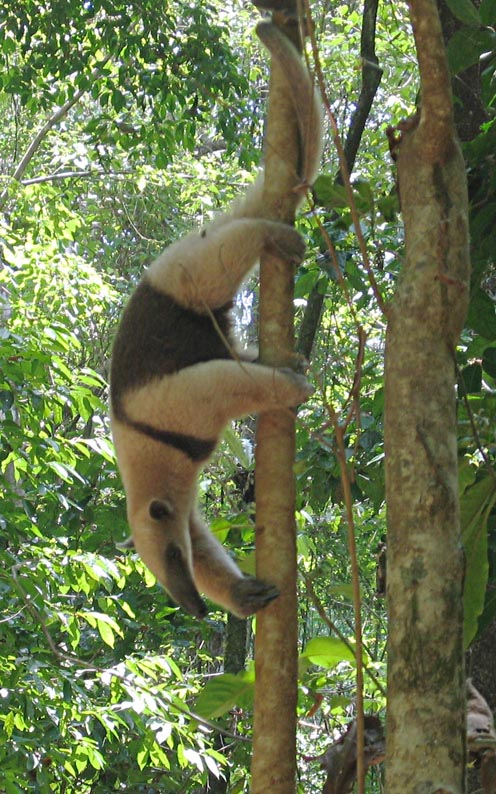
Mravenečník mexický

Mravenečník mexický měří 47–77 cm, dospělí váží 3,2 až 5,4 kilogramů. Srst je žlutá, na bocích tvoří typické černé pruhy. Tento druh mravenečníka vlastní žluto-černý chápavý ocas, za který se může i zavěsit. Život tráví především na stromech, při šplhání mu pomáhá ocas společně s velkými drápy. Ty slouží zároveň jako zbraň proti případným predátorům, například jaguárům, harpyjím nebo hadům. Sám mravenečník se před případným úrazem drápy brání chozením po vnější straně končetin. Mravenečník mexický se živí mravenci a termity, které loví na svůj až 40 cm dlouhý jazyk s lepivými slinami. Páření probíhá na podzim a po 130–150, případně 160–190 dnech se samici narodí obvykle jedno mládě, ovšem vrh dvou mláďat byl již také popsán.

## Poddruhy
- Tamandua mexicana mexicana, (Saussure, 1860)
- Tamandua mexicana opistholeuca, Gray, 1873
- Tamandua mexicana instabilis, Allen, 1904
- Tamandua mexicana punensis, Allen, 1916[4]